# 兹比格涅夫·罗曼舍夫斯基
兹比格涅夫·扬·罗曼舍夫斯基（波蘭語：Zbigniew Jan Romaszewski，1940年1月2日—2014年2月13日），波兰保守派政治家、参议员、人权活动家，参与波兰1976年六月抗争，工人保卫委员会共同创始人，1980年组建了波兰的赫尔辛基人权委员会，后加入团结工会，1982年被捕入狱两年。